# Municipio de Venustiano Carranza (Michoacán)
El municipio de Venustiano Carranza es uno de los 113 municipios en que se divide el estado mexicano de Michoacán. Se localiza a 170 km de Morelia, la capital del estado, en la ribera del lago de Chapala.
Forma parte de la Ciénega de Chapala,de la región 1. Lerma-Chapala y del Bajío zamorano.

## Escudo
|  | El escudo Venustiano Carranza está blasonado así: El escudo tiene forma oval, presentando también un óvalo en el centro, que en un campo blanco muestra las tres coronas indígenas de los tres reyes michoacanos. El escudo está dividido en cruz, señal de armonía y plasticidad, significando la unión del pasado, presente y futuro. Cuartel primero: en campo de gules, denotando fortaleza, victoria y osadía, se muestran dos escudos indígenas que representan los dos únicos pueblos de ascendencia indígena: el del plano superior representa a Caro ‘lugar seco’, y el del medio a Paxacua ‘lugar de hongos’, sede actual del pueblo viejo. Bajo ellos aparece una torre hispana como símbolo de los núcleos españoles fundados durante la colonia: La Palma y Cumuato (hoy Cumuatillo). Los tres elementos representan, en su conjunto, el mestizaje, producto de dos culturas, de dos mundos en fusión. Cuartel segundo: también en campo de gules, aparece la campana de independencia y bajo ella tres pabellones. El primero en verde, que simboliza la esperanza de la libertad de los Héroes de la Ciénaga, el segundo en blanco, para representar la libertad y la paz que legó el cura Marcos Castellanos, originario de La Palma, y alma del movimiento insurgente, capitaneados por el mariscal y general don Luis Macías, viejo hacendado de La Palma y primer jefe del movimiento independentista. Los tres simbolizan el triunfo y la independencia y descansan sobre el legajo que simboliza laConstitución Mexicana y el nombre del municipio. Cuartel Tercero: en campo de oro, como símbolo de la energía, la fuerza y la entereza, se encuentran los elementos que sustentan el sector productivo del municipio y que son la agricultura y la ganadería. Además, aparece un libro abierto, por el cual un engrane, ambos simbolizando la conjunción de la educación y cultura con la industria presente en el desarrollo de la municipalidad. Cuartel cuarto: en campo de oro, como símbolo de la luz, aparece como fondo el «cerro Grande» de la sierra de Pajacuarán; luego aparece la Glorieta que guarda celosa los cuatro puntos cardinales y la torres de la parroquia de San Pedro Cahro, que simboliza la fe de los habitantes del municipio, y un pez en la parte inferior representando la base histórica de los habitantes del municipio que fue conformado con antiguos pueblos de pescadores. El escudo tiene una bordura en azul que simboliza la diafanidad de su cielo y la riqueza hidráulica de la municipalidad, aparecen además las nueve estrellas en plata, que representan las comunidades, y en la parte superior presenta en oro la estrella que simboliza a la cabecera municipal. Bajo el escudo está un pergamino en vuelo ascendente de color rojo en el cual se lee la divisa: «con nuestro pasado forjamos el presente y vemos al futuro». |

## Historia
El municipio se conformó a partir de la segregación de tierras de algunos poblados de los municipios de Sahuayo, Pajacuarán y Vista Hermosa, y La hacienda de Guaracha. En 1935 por decreto del congreso de Michoacán y siendo gobernador del estado don Rafael Sánchez Tapia se constituye el municipio y se le nombra Venustiano Carranza.

## Demografía
La población total del municipio de Venustiano Carranza de acuerdo con el Censo de Población y Vivienda realizado en 2020 por el Instituto Nacional de Estadística y Geografía, es de 23 469 personas.
La densidad de población asciende a un total de 102.75 personas por kilómetro cuadrado.

### Localidades
En el censo de 2020 el municipio de Venustiano Carranza contaba con 23 localidades.
| Código INEGI    | Localidad                          | Población (2020) |
| --------------- | ---------------------------------- | ---------------- |
| 161030001       | San Pedro Cahro                    | 11 897           |
| 161030007       | La Palma                           | 3 609            |
| 161030003       | Cumuatillo                         | 3 068            |
| 161030004       | El Fortín                          | 1 225            |
| 161030006       | Ojo de Agua                        | 914              |
| 161030008       | Pueblo Viejo                       | 783              |
| 161030005       | La Magdalena                       | 758              |
| 161030010       | Cerrito de Pescadores              | 447              |
| 161030009       | La Sábila                          | 362              |
| 161030002       | Cuatro Esquinas                    | 249              |
| 161030025       | Colonia Pedro Romero Número Cuatro | 48               |
| 161030022       | El Brazo                           | 27               |
| 161030026       | Basurero Municipal                 | 24               |
| 161030015       | Cerro la Isla                      | 19               |
| 161030033       | Rancho Lupe Gómez                  | 11               |
| 161030027       | Lomas del Valle Uno                | 10               |
| 161030032       | Rancho Toño                        | 5                |
| 161030031       | Loma Bonita                        | 4                |
| 161030043       | Los Morales                        | 4                |
| 161030020       | Rosalía                            | 2                |
| 161030011       | La Barranca                        | 1                |
| 161030017       | El Vallado Blanco                  | 1                |
| 161030035       | Rancho Nacho Yogues                | 1                |
| Total municipal | Total municipal                    | 23 469           |

## Fiestas
- 20-29 de junio, fiesta patronal en honor de san Pedro (San Pedro Cahro)
- Primera semana de agosto, fiesta patronal en honor al Divino Rostro (La Palma)
- 6-15 de mayo, fiesta patronal en honor de san Isidro Labrador (Cumuatillo)
- Última semana de enero, celebración en honor de la Virgen de Guadalupe (La Sábila)
- 26 de abril-3 de mayo, fiesta de la Santa Cruz (San Pedro Cahro)
- 1 de enero, fiestas en honor a la Divina Providencia (San Pedro Cahro)
- 19 de marzo, fiesta en honor de san José (Pueblo Viejo)
- 1 de mayo, fiesta en honor de San José Obrero (El Fortín)

## Política
El gobierno del municipio de Venustiano Carranza le corresponde a su ayuntamiento, el cual está integrado por el presidente municipal, un síndico y el cabildo conformado por siete regidores, cuatro electos por mayoría relativa y tres por el principio de representación proporcional.

### Representación legislativa
Para la elección de diputados locales al Congreso de Michoacán y de diputados federales a la Cámara de Diputados federal, el municipio de Venustiano Carranza se encuentra integrado en los siguientes distritos electorales:
Local:
- Distrito electoral local de 4 de Michoacán con cabecera en Jiquilpan de Juárez.[12]

Federal:
- Distrito electoral federal 4 de Michoacán con cabecera en Jiquilpan de Juárez.[13]